# Joe Kennedy (baloncestista)
Joseph A. "Joe" Kennedy (Bowie, Maryland, 12 de enero de 1947) es un exjugador de baloncesto estadounidense que jugó dos temporadas en la NBA y una más en la ABA. Con 1,98 metros de estatura, jugaba en la posición de alero.

## Trayectoria deportiva

### Universidad
Jugó durante tres temporadas con los Blue Devils de la Universidad de Duke, en las que promedió 7,3 puntos y 4,3 rebotes por partido.

### Profesional
Fue elegido en el puesto 122 del Draft de la NBA de 1968 por Seattle SuperSonics, y también por los Kentucky Colonels en el draft de la ABA, fichando por los primeros. En su primera temporada en el equipo promedió 6,2 puntos y 3,3 rebotes por partido.
Al año siguiente, con la llegada de Lenny Wilkens al banquillo de los Sonics, todo cambió, pasando a ser el último jugador en salir a pista. En 1970 fue incluido en el Draft de Expansión por la llegada de nuevos equipos a la liga, siendo seleccionado por los Portland Trail Blazers, quienes sin embargo rehusaron hacerse con sus servicios. Fichó entonces por los Pittsburgh Condors de la ABA, donde volvió a recuperar minutos en pista, promediando 6,2 puntos y 4,2 rebotes por partido en su única temporada en el equipo.

## Estadísticas de su carrera en la NBA y la ABA

### Temporada regular
| Temporada | Edad | Equipo              | Liga  | P   | TIT | MIN  | TC  | TCA | %TC  | 3P  | 3PA | %3P  | TL  | TLA | %TL   | R.OF. | R.DEF. | REB | ASIS | ROB | TAP | PER | FP  | PTS |
| 1968-69   | 22   | Seattle SuperSonics | NBA   | 72  |     | 17.2 | 2.4 | 6.1 | .395 |     |     |      | 1.4 | 1.7 | .790  |       |        | 3.3 | 0.8  |     |     |     | 2.2 | 6.2 |
| 1969-70   | 23   | Seattle SuperSonics | NBA   | 14  |     | 5.9  | 0.2 | 2.4 | .088 |     |     |      | 0.1 | 0.1 | 1.000 |       |        | 1.4 | 0.5  |     |     |     | 0.5 | 0.6 |
| 1970-71   | 24   | Pittsburgh Condors  | ABA   | 82  |     | 16.9 | 2.3 | 6.1 | .380 | 0.0 | 0.0 | .000 | 1.6 | 2.0 | .813  | 1.8   | 2.4    | 4.2 | 0.9  |     |     | 1.2 | 1.9 | 6.2 |
| Total     |      |                     | TOTAL | 168 |     | 16.1 | 2.2 | 5.8 | .376 | 0.0 | 0.0 | .000 | 1.4 | 1.7 | .804  | 1.8   | 2.4    | 3.6 | 0.8  |     |     | 1.2 | 1.9 | 5.7 |
|           |      |                     | NBA   | 86  |     | 15.4 | 2.1 | 5.5 | .373 |     |     |      | 1.2 | 1.5 | .794  |       |        | 3.0 | 0.8  |     |     |     | 1.9 | 5.3 |
|           |      |                     | ABA   | 82  |     | 16.9 | 2.3 | 6.1 | .380 | 0.0 | 0.0 | .000 | 1.6 | 2.0 | .813  | 1.8   | 2.4    | 4.2 | 0.9  |     |     | 1.2 | 1.9 | 6.2 |